# I+Land nagasaki

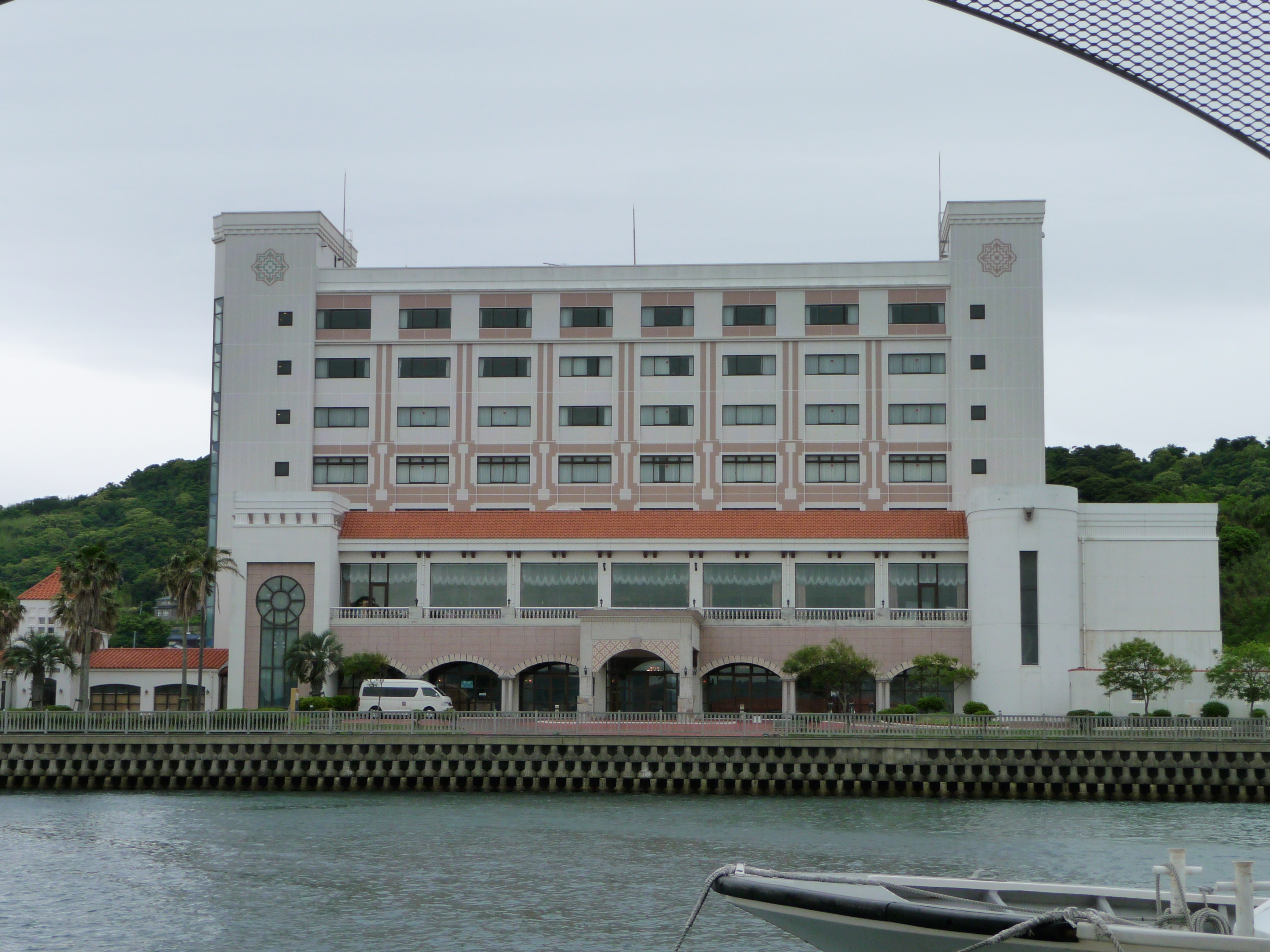
海の見えるホテル棟（現MINATO HOTEL棟）

i+Land nagasaki（アイランド ナガサキ）は、長崎県長崎市伊王島町にある、天然温泉を備えた宿泊施設。

## 概要
1985年、炭鉱閉山から10数年が経過し炭鉱跡地での工業団地開発に失敗し衰退の状況にあった伊王島町は池下守町長（当時）の元で長崎市から船で20-30分の地の利と自然を生かしリゾート開発を主とした開発基本計画に着手。ヨットレースの誘致を皮切りに、1989年には総合保養地域整備法に基づく長崎県の「ナガサキエキゾチックリゾート構想」にてアーバンリゾートエリアに指定され、県が参加する第三セクター方式で松早石油らマツハヤグループに参加を要請し子供達の挨拶や町民のボランティア清掃が行き届いて「もてなしの心が住民にある」と判断しマツハヤグループが参加に踏み切った。
松早石油・長崎県・伊王島町・ディックルネサンスなどが出資し、第3セクター「伊王島スポーツリゾート開発株式会社」を1988年6月に設立、総工費約100億円をかけ「ルネサンス長崎・伊王島」として1989年7月に開業。長崎市民を主対象としたスポーツリゾートとして、スペイン風の雰囲気を持たせホテルやレストランの他スポーツ施設としてサッカーコート・テニスコート・ローラースケートリンクを設置。また県はリゾート開発に合わせ町道や公園の整備、町はスペイン風の外観を施した船着き場やマリーナの整備を行った。
2000年1月に「ホテルエスパーニャ」に改称の後、約100億円の負債を抱え2001年12月21日に伊王島スポーツリゾート開発が解散し施設は2002年1月12日に閉鎖。同年3月に伊王島町が過疎債3.6億円を発行し施設を買い取り、カトープレジャーグループの関連会社「KPGエコロジックリゾート・長崎」に運営を委託する形で2003年7月に「きれいな海と四季旬味 やすらぎ伊王島」として再開業し、2004年3月には冬季の稼働率向上を図るべく温泉掘削に成功し4月には「きれいな海と四季旬味 長崎温泉 やすらぎ伊王島」に改称、2005年の伊王島町の長崎市への編入に伴い同市に移管された。
その後は合併に伴う広域化でリゾート設備の補修が認められず海沿いの潮風で老朽化が早く進み、長崎市の市庁舎移転やMICE施設建設との兼ね合いもあり民間譲渡を検討し従来から運営を担っていたカトープレジャーグループが受け入れる形となり、関連会社の「KPG HOTEL&RESORT」が2017年4月に4億6300万円でやすらぎ伊王島の施設を取得し「長崎プレジャーアイランドリゾート計画」として大規模リニューアルを発表した。
2018年4月1日に『i+Land nagasaki』に改称し「NAGI HOTEL」（旧・風薫るホテル）と「KAZE HOTEL（旧・凪の音ホテル）」が先行開業し、コテージエリアの新設など総計約41億円を投資し7月18日に全面開業した。

## エリア
- ガーデンエリア
- ポートエリア
- 島風エリア
- ルミナエリア
- 伊王島ターミナル　カフェ：やすらぎのカフェODAYAKA
- Free WIFI（レストラン、客室、ロビー）

## 天然温泉
ガーデンエリアにある天然温泉YUYU SPA(ユユスパ)には、男女別の内風呂と露天風呂があり、様々なお風呂を楽しめる。
- 泉質：カルシウムナトリウム－塩化物泉（高張性－中性－高温泉）
- 泉温：44.7℃
- 湧出量：1036トン/日（720リットル/分）※掛け流し
- 効能：神経痛、筋肉痛、関節痛、五十肩、運動麻痺、関節のこわばり、うちみ、くじき、慢性消化器病、痔疾、冷え性、病後回復期、疲労回復、健康増進、慢性皮膚病、虚弱児童、きりきず、やけど

## 部屋の種類
- NAGI HOTEL(ツイン、ハリウッドツイン)デラックスツイン
- KAZE HOTEL(ツイン)
- NAGI COTTAGE(ツイン)メゾネット
- BARK LODGE(ツイン)　※2018年7月18日オープン
- TERRACE LODGE(ツイン)ファミリー　※2018年7月18日オープン
- KIDS LODGE(4ベッドルーム)※2018年7月18日オープン